# 혈소판 활성화 인자
혈소판 활성화 인자(血小板活性化因子, 영어: platelet-activating factor, PAF)는 많은 백혈구 기능, 혈소판 응집 및 탈과립, 염증 및 아나필락시스의 강력한 인지질 활성화제이다. 혈소판 활성인자(血小板活性因子), PAF-아세터(영어: PAF-acether), 아세틸-글리세릴-에터-포스포릴콜린(영어: acetyl-glyceryl-ether-phosphorylcholine, AGEPC)이라고도 한다. 혈소판 활성화 인자는 또한 혈관 투과성의 변화, 산화적 폭발, 백혈구의 주화성, 식세포의 아라키돈산 대사 증가에도 관여한다.
혈소판 활성화 인자는 다양한 세포에서 생성되지만 특히 혈소판, 내피 세포, 호중구, 단핵구 및 대식세포와 같이 숙주 방어에 관여하는 세포에서 생성된다. 혈소판 활성화 인자는 이들 세포에 의해 지속적으로 생산되지만 그 양은 적으며 생산은 1-알킬-2-아세틸글리세로포스포콜린 에스터레이스의 활성에 의해 조절된다. 이는 특정 자극에 반응하여 염증 세포에 의해 더 많은 양으로 생성된다.

## 같이 보기
- 혈소판
- 혈소판 활성화 인자 수용체
- 혈소판 유래 성장인자